# Josep Colom i Molla
Josep Colom i Molla (Calonge, Baix Empordà, 1907 – 1936) fou músic instrumentista català de tenora, saxo i clarinet.

## Biografia
Josep Colom va néixer el 17 de juny del 1907 a Calonge. Els seus pares eren Rafael Colom i Dominga Molla. El seu pare, natural de Fontclara (Palau-sator) treballava de fuster, però també era mestre de solfeig i instrumentista. La seva mare era natural de Calonge.
Les primeres lliçons musicals les va rebre del seu pare, com ja va fer el mateix amb el seu germà, Narcís Colom i Molla. L'any 1922 va quedar tercer en el concurs de joves instrumentistes de tenora i tible de Palamós, dins del programa d'actes de la festa major. L'any 1923 ja apareix tocant amb la Principal Calongina, juntament amb el seu pare i el seu germà. L'any 1924 va marxar a tocar amb la Principal del Vallès, de Sabadell. A part d'ell, també hi van anar els músics calongins Narcís Colom i Josep Jubert i Escapa.
A partir de l'any 1930 apareix amb les cobles calongines Principal de Calonge, Calongina i Principal Calongina. El 15 de juny de 1930 es va casar a Portbou amb Marina Masferrer i Dalmau, de Calonge. El matrimoni va tenir l'any 1931 un fill, Rafael Colom i Masferrer. Després va anar a tocar amb la Principal de Palamós, fins que va esclatar la Guerra Civil Espanyola.
Va morir ofegat el 15 d'agost del 1936 per un temporal de mar a la platja de Torre Valentina. També hi va morir, en un intent de salvar-lo, el també músic santantonienc Enric Dalmau i Carbonell.